# Genius (software matemático)
Un genio es una persona quién muestra capacidad intelectual excepcional, productividad creativa, universalidad en géneros u originalidad, típicamente a un grado que está asociado con la consecución de avances nuevos en un ámbito de conocimiento. A pesar de la presencia de los becarios en muchos somete por todas partes historia, muchos geniuses ha mostrado consecuciones altas solo en una clase sola de actividad. Hay ninguna definición científicamente precisa de genios, y la cuestión de si la idea él tiene cualquier significado real mucho tiempo ha sido un tema de debate, a pesar de que los psicólogos están convergiendo en una definición que enfatiza creatividad y consecución eminente. Normalmente el genio está asociado con talento, pero muchos autores (por ejemplo Cesare Lombroso) sistemáticamente distinguir estos plazos.

## Etimología
En Roma antigua, el genio (plural en genios latinos) era el espíritu de guiar o tutelary deidad de una persona, familia (gens), o sitio (genio loci). El sustantivo está relacionado al verbo latino genui, genitus, "para traer a ser, crea, producto", así como a la palabra griega para nacimiento. Porque las consecuciones de @individual #excepcional parecían para indicar la presencia de un genio particularmente potente, por el tiempo de Augustus la palabra empezó para adquirir su significado secundario de "inspiración, talento". El genio de plazo adquirió su sentido moderno en el decimoctavo siglo, y es un conflation de dos plazos latinos: genio, tan encima, y ingenium, un sustantivo relacionado que refiere a nuestros talantes innatos, talentos e inborn naturaleza. Empezando a blend los conceptos del divinos y el talented, el Encyclopédie artículo en genios (génie) describe tal persona cuando "él cuya alma es más expansive y golpeado por los sentimientos de todo otros; interesado por todo aquel es en naturaleza nunca para recibir una idea a no ser que evoca un sentimiento; todo le entusiasma y en qué nada está perdido."

## Desarrollo histórico

### Galton
La valoración de inteligencia estuvo iniciada por Francis Galton (1822@–1911) y James McKeen Cattell. Habían defendido el análisis de tiempo de reacción y acuidad sensorial como medidas de "neurophysiological eficacia" y el análisis de acuidad sensorial como medida de inteligencia.
Galton Está considerado como el fundador de psychometry. Estudie el trabajo de su Darwin de Charles de primo medio más viejo sobre evolución biológica. Hypothesizing Aquella eminencia está heredada de antepasados, Galton hizo un estudio de familias de personas eminentes en Gran Bretaña, publicando él en 1869 cuando Genio Hereditario. Galton las ideas estuvieron elaboradas del trabajo de dos temprano pioneros de 19.º siglos en estadísticas: Carl Friedrich Gauss y Adolphe Quetelet. Gauss descubrió la distribución normal (campana-shaped curva): dado un número grande de medidas de la misma variable bajo las mismas condiciones,  varían al azar de la mayoría de valor frecuente, la "media," a dos valores menos frecuentes en las diferencias máximas más grandes y más bajos que la mayoría de valor frecuente. Quetelet Descubrió que la campana-shaped la curva aplicó a la estadística social reunida por el gobierno francés en el curso de sus procesos normales en números grandes de las personas que pasan a través de los tribunales y el ejército. El trabajo inicial suyo en criminología le dirigió para observar "el más grande el número de @individual observó el más hacer las peculiaridades devienen effaced..." Esto ideal de qué las peculiaridades eran effaced devenía "el hombre mediano".
Galton Era inspirado en Quetelet para definir el hombre mediano como "un esquema normal entero"; aquello es, si uno combina las curvas normales de cada característica humana medible, uno en teoría percibe un síndrome straddled por "el hombre mediano" y flanked por personas que es diferente. En contraste a Quetelet, Galton el hombre mediano no fue estadístico, pero era teórico solamente. no había ninguna medida de general averageness, solo un número grande de medias muy concretas. Poniendo fuera para descubrir una medida general de la media, Galton miraba en estadística educativa y campana encontrada-curvas en resultados de prueba de todas las clases; inicialmente en grados de matemáticas para el examen de honores final y en puntuaciones de examen de la entrada para Sandhurst.
Galton el método en Genio Hereditario era para contar y evaluar los parientes eminentes de hombres eminentes. Encuentre que el número de parientes eminentes era más grande con grado más cercano de parentesco. Este trabajo está considerado el primer ejemplo de historiometry, un estudio analítico de progreso humano histórico. El trabajo es polémico y ha sido criticado para varias razones. Galton Entonces departed de Gauss en una manera que devenía crucial a la historia del siglo XX d. C.. La campana-shaped la curva no fue aleatoria,  concluya. Las diferencias entre el medianos y el fin superior se debió a un factor no aleatorio, "capacidad natural," el cual defina como "aquellas calidades de intelecto y talante, los cuales instan y cualificar hombres para actuar actos que ventaja a reputación ... Una naturaleza qué, cuándo dejado a él, , instado por un estímulo inherente, subir el camino que ventajas a eminencia." El aparente randomness de las puntuaciones se debió al randomness de esta capacidad natural en la población globalmente, en teoría.
Las críticas incluyen que Galton el estudio falla a cuenta para el impacto de estado social y la disponibilidad asociada de recursos en la forma de herencia económica, significando aquella eminencia "heredada" o "el genio" pueden ser obtenidos a través del entorno enriquecido proporcionado por familias ricas. Galton Fue en para desarrollar el campo de eugenesias.

## Psicología
El genio está expresado en una variedad de formas (p. ej., matemáticos, rendimiento literario , musical). Las personas con genios tienden para tener intuiciones fuertes sobre sus ámbitos, y construyen en estas ideas con energía enorme. Carl Rogers, un fundador de la Aproximación Humanística a Psicología, expande en la idea de un genio que confía en suyo o su intuición en un campo dado, escritura: "El Greco, por ejemplo, se tiene que haber dado cuenta cuando mire en algunos de su trabajo temprano, aquello 'los artistas buenos no pintan como aquel.' Pero de alguna manera confíe en su propio experimentando de vida, el proceso de él, suficientemente que pueda ir en expresar sus percepciones únicas propias. Sea como si pueda decir, 'los artistas Buenos no pintan así, pero pinto así.' O para mover a otro campo, Ernest Hemingway era seguramente consciente que "los escritores buenos no escriben así." Pero afortunadamente mueva hacia ser Hemingway, ser él, más que hacia alguien más concepción de un escritor bueno."
Un número de las personas generalmente consideradas como geniuses ha sido diagnosticado con desórdenes mentales, por ejemplo Vincent van Gogh, Virginia Woolf, John Forbes Nash, Jr, y Ernest Hemingway.
Lo Ha sido sugerido que allí existe una conexión entre enfermedad mental, en particular esquizofrenia y desorden bipolar, y genio. @Individual con desorden bipolar y schizotypal desorden de personalidad, el último del cual siendo más común entre parientes de schizophrenics, tiende para mostrar creatividad elevada.

### IQ Y genio
Galton Era un pionero en investigar ambas consecución humana eminente y testaje mental. En su libro Genio Hereditario, escrito antes del desarrollo de IQ testaje,  proponga que las influencias hereditarias en consecución eminente son fuertes, y que la eminencia es rara en la población general. Lewis Terman escogió "genio 'cercano' o genio" como la etiqueta de clasificación para la clasificación más alta en su 1916 versión del Stanford-Binet prueba. Por 1926, Terman empezó publicar sobre un estudio longitudinal de California schoolchildren quién estuvo referido para IQ testaje por su schoolteachers, Estudios Genéticos llamados de Genios, el cual conduzca para el resto de su vida. Catherine M. Cox, un colega de Terman es, escribió un libro entero, El Temprano Mental Traits de 300 Geniuses, publicado tan volumen 2 de Los Estudios Genéticos de serie de libro de los Genios, en qué analice dato biográfico sobre histórico geniuses. A pesar de que sus estimaciones de niñez IQ puntuaciones de históricos representa quién nunca tomó IQ las pruebas han sido criticadas en tierras metodológicas, Cox el estudio era minucioso en descubrir qué más importa además IQ en devenir un genio. Por el 1937 segunda revisión del Stanford-Binet prueba, Terman ya no utilizó el genio "de plazo" como un IQ clasificación, ni tiene cualquier subsiguiente IQ prueba. En 1939, David Wechsler específicamente comentó que " somos bastante indecisos aproximadamente llamando una persona un genio en la base de una puntuación de prueba de inteligencia sola".
El Terman estudio longitudinal en California finalmente la evidencia histórica proporcionada que considera qué el genio está relacionado con IQ puntuaciones. Muchos alumnos de California estuvieron recomendados para el estudio por schoolteachers. Dos alumnos quién estuvo probado pero rehusado para inclusión en el estudio (porque su IQ las puntuaciones eran demasiado bajas) creció hasta ser ganadores de premio Nobel en físicas, William Shockley, y Luis Walter Álvarez. Basado en los hallazgos históricos del Terman estudio y en ejemplos biográficos como Richard Feynman, quién tuvo un IQ de 125 y fue en para ganar el premio Nobel en físicas y devenir ampliamente sabido como genios, la vista actual de psicólogos y otros becarios de genios es que un nivel mínimo de IQ (aproximadamente 125) es necesario para genios pero no suficientes, y tiene que ser combinado con características de personalidad como paseo y persistencia, más las oportunidades necesarias para desarrollo de talento.

## Filosofía

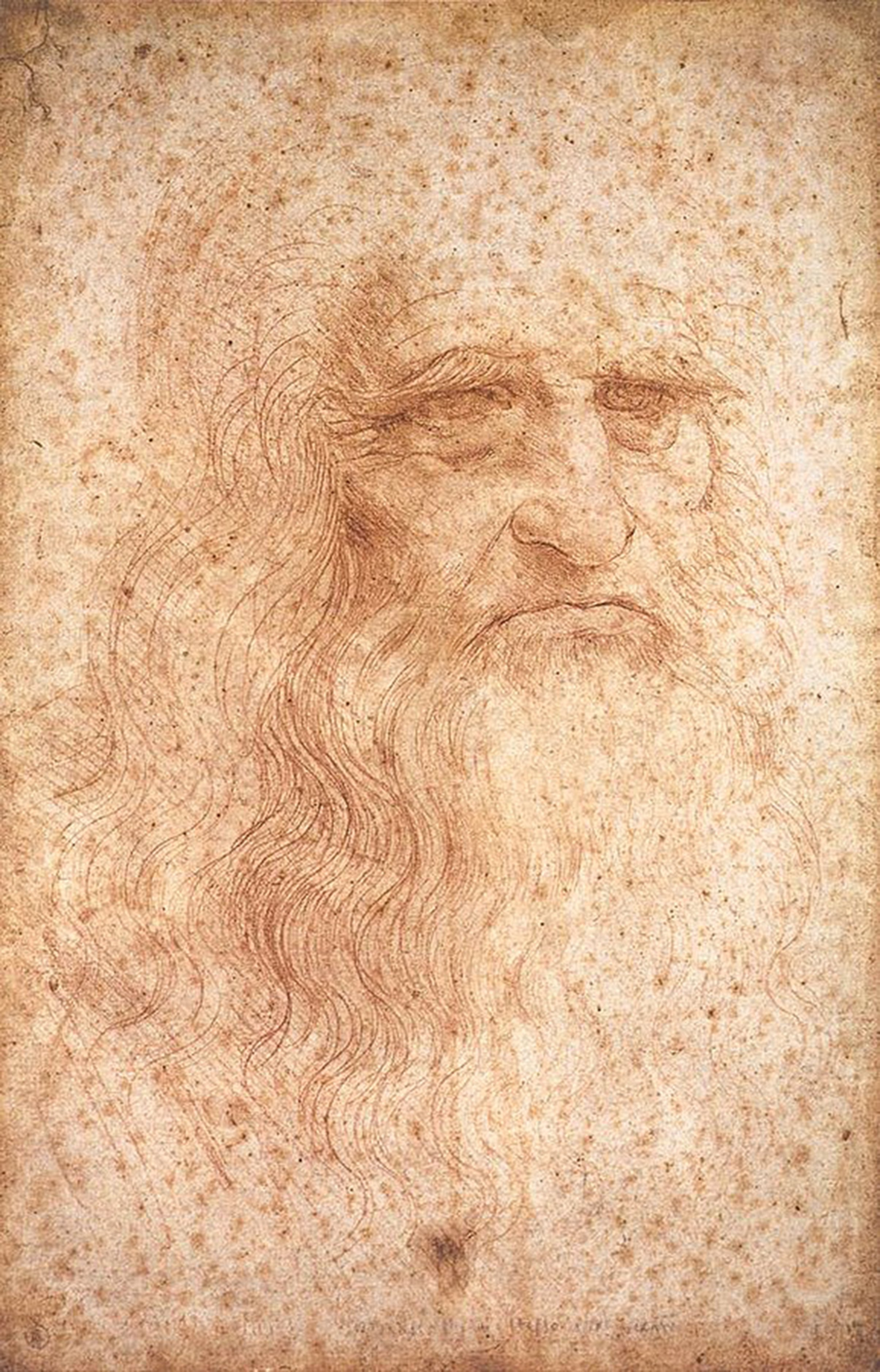
Leonardo da Vinci es ampliamente reconocido cuando habiendo sido un genio y un polymath.

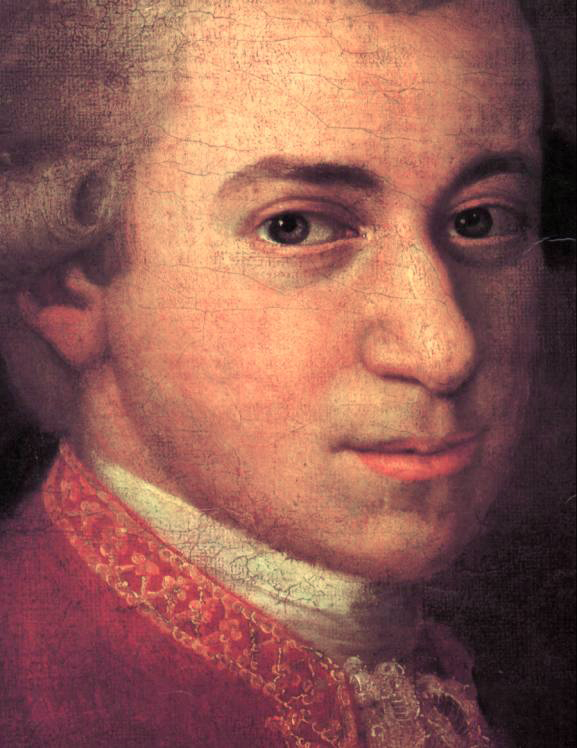
Wolfgang Amadeus Mozart, prodigy y genio de música

En la filosofía de David Hume, la sociedad de manera percibe el genio es similar a la sociedad de manera percibe el ignorante. Hume Declara que una persona con las características de un genio está mirada en como persona disconnected de sociedad, así como una persona quién trabaja remotely, en una distancia, fuera del resto del mundo. 
Por otro lado, el mero ignorante es aún más despreció; ni es cualquier cosa consideró una señal más segura de un illiberal genio en una edad y nación donde las ciencias flourish, que para ser enteramente indigente de todo relish para aquellas diversiones nobles. El carácter más perfecto está supuesto a mentira entre aquellos extremos; reteniendo una capacidad igual y gusto para libros, compañía, y negocio; preservando en conversación que discernment y delicadeza qué surgir de letras educadas; y en empresarial, aquella probidad y exactitud qué es el resultado natural de una filosofía justa.
En la filosofía de Immanuel Kant, el genio es la capacidad a independientemente llegar en y entender conceptos que normalmente tendría que ser enseñado por otra persona. Para Kant, la originalidad era el carácter esencial de genios. Este genio es un talento para producir ideas cuáles pueden ser descritos tan no-imitative. Kant discusión de las características de genios es en gran parte contenidos dentro de la Crítica de Juicio y era bien recibido por el Romantics del siglo XIX temprano. Además, mucho de Schopenhauer teoría de genios, particularmente considerando talento y libertad de constreñimiento, es directamente derivado de párrafos de Separa yo de Kant  Crítica de Juicio.
En la filosofía de Arthur Schopenhauer, un genio es alguien en quien el intelecto predomina encima "" mucho más que dentro de la persona mediana. En Schopenhauer estética, este predominio del intelecto sobre el deja el genio para crear trabajos artísticos o académicos que es objetos de contemplación pura , desinteresada, el criterio de jefe de la experiencia estética para Schopenhauer. Su remoteness de las preocupaciones mundanas significa que Schopenhauer geniuses a menudo mostrar maladaptive traits en preocupaciones más mundanas; en Schopenhauer palabras,  caen al mire mientras mirando fijamente en las estrellas, una alusión al diálogo de Platón Elætetus, en qué Sócrates dice de Tales de Mileto (el primer filósofo) siendo ridiculizado para en descenso en tales circunstancias. Tan dice en Volumen 2 del Mundial cuando y Representación:
En la filosofía de Bertrand Russell, genio entails que un @individual posee talentos y calidades únicos que marca el genio especialmente valioso a la sociedad en qué él o ella opera, una vez dado la posibilidad de contribuir a sociedad. La filosofía de Russell más allá mantiene, aun así, que es posible para tal geniuses para ser aplastado en su juventud y perdió para siempre cuándo el entorno alrededor les es unsympathetic a su potencial maladaptive traits. Russell rehusó la idea crea era popular durante su lifetime que, "genio fuera."